# Extremadura TV
Extremadura TV fue un canal de televisión español propiedad de Corporación Extremeña de Medios Audiovisuales (CEXMA). Era la señal internacional de Canal Extremadura para su emisión en Europa y, además, se encontraba disponible como segundo canal de cobertura autonómica en la TDT de Extremadura. Además, se encontraba disponible por internet.
Este canal tenía como objetivo acercar la televisión y cultura extremeñas, a los extremeños de fuera de la comunidad, tanto en España como en Europa, así como al resto de ciudadanos de estas zonas.
Su programación se basaba principalmente en contenidos de producción propia de los canales de la CEXMA.
El canal cesó sus emisiones por TDT al inicio del mes de marzo de 2011, pasando a emitir exclusivamente por satélite en abierto, Internet y plataformas de televisión de pago hasta el 31 de diciembre de 2011, fecha en la cual cesó definitivamente sus emisiones. 
El 20 de junio de 2014 este canal fue sustituido por Canal Extremadura SAT.